# Tambocerus furcellus
Tambocerus furcellus är en insektsart som beskrevs av Su-qin Shang och Zhang. Tambocerus furcellus ingår i släktet Tambocerus och familjen dvärgstritar. Inga underarter finns listade i Catalogue of Life.